# لويس ماتياس
لويس ماتياس هو سباح أنغولي، ولد في 1986.

## وصلات خارجية
- لويس ماتياس على موقع الاتحاد الدولي للسباحة (الإنجليزية)
- لويس ماتياس على موقع اللجنة الأولمبية الدولية (الإنجليزية)
- لويس ماتياس على موقع أوليمبيديا (الإنجليزية)